# George II van Württemberg-Montbéliard
George II van Württemberg-Montbéliard (Montbéliard, 5 oktober 1626 – aldaar, 1 juni 1699) was van 1662 tot aan zijn dood hertog van Württemberg-Montbéliard. Hij behoorde tot het huis Württemberg.

## Levensloop
George II was de zoon van hertog Lodewijk Frederik van Württemberg-Montbéliard uit diens tweede huwelijk met Anna Eleonora, dochter van graaf Johan Casimir van Nassau-Gleiberg. In 1662 volgde hij zijn oudere halfbroer Leopold Frederik op als hertog van Montbéliard.
In 1676 werd Montbéliard bezet door troepen van koning Lodewijk XIV van Frankrijk, die de Württembergse bezittingen aan de linkerzijde van de Rijn wilde bemachtigen. George vluchtte weg uit zijn landerijen. In 1684 kreeg hij de mogelijkheid terug te keren, weliswaar onder Franse soevereiniteit, maar dat weigerde hij. Hierdoor werd Montbéliard tot in 1698 geregeerd door zijn neef Frederik Karel van Württemberg-Winnental. Na diens dood keerde George II terug naar Montbéliard, waar hij in juni 1699 op 72-jarige leeftijd overleed.

## Huwelijk en nakomelingen
Op 9 maart 1648 huwde hij met Anne (1624-1680), dochter van de Franse maarschalk Gaspard III de Coligny. Ze kregen acht kinderen:
- Otto Frederik (1650-1653)
- Henriette (1654-1680)
- Eleonora Charlotte (1656-1743), huwde in 1672 met hertog Sylvius Frederik van Württemberg-Oels
- Koenraad Lodewijk (1658-1659)
- Anna (1660-1733)
- Elisabeth (1665-1726), huwde in 1689 met hertog Frederik Ferdinand van Württemberg-Weiltingen
- Hedwig (1667-1715)
- Leopold Everhard (1670-1723), hertog van Montbéliard